# Theo van den Dungen
Theo van den Dungen ('s-Hertogenbosch, 27 december 1977) is een voormalig Nederlands profvoetballer. Hij speelde tijdens zijn betaaldvoetbal carrière bij PSV, Top Oss en Achilles '29.
Van den Dungen begon met voetballen in Den Bosch bij Concordia SVD.
Bij PSV was Van den Dungen derde keeper achter onder andere Ronald Waterreus, Stanley Menzo en Patrick Lodewijks.
Uiteindelijk speelde Van den Dungen in totaal 70 betaald voetbal wedstrijden.
Na zijn betaaldvoetbal carrière speelde Van den Dungen bij Achilles '29 en UDI '19 nog 200 wedstrijden op het hoogste amateurniveau.